# Василевская-Борковская, Эва
Эва Юстина Василевская-Борковская (пол. Ewa Justyna Wasilewska (-Borkowska); род. 7 января 1967 года, Польша) — польская конькобежка, участница зимних Олимпийских игр 1992 и 1994 годов, 32-кратная чемпионка Польши и 19-кратная призёр национального чемпионата Польши. Выступала за "MKS Giżycko" (Гижицко), "SMS Zakopane" (Закопане), "RKS Marymont" (Варшава), "KS Olimpia" и "KS Orzeł" (Эльблонг).

## Биография
Эва Борковская родилась в городе Гижицко, где и начала кататься на коньках в клубе "MKS Giżycko". Её первым тренером была Екатерина Лимановская.  Профессионально стала заниматься конькобежным спортом на базе клуба "SMS Zakopane" в возрасте 12 лет. С 1983 года Эва выступала на юниорском чемпионате Польши, а с 1984 и на взрослом уровне. В 1986 году Борковская впервые стала чемпионкой страны в многоборье среди юниоров. 
Через год на чемпионате Польши на отдельных дистанциях попала на подиум на четырёх дистанциях из пяти и в следующие 2 года попадала в призы, также в спринте и в классическом многоборье. В 1989 году дебютировала на чемпионате Европы в классическом многоборье и заняла 25-е место и на чемпионате мира в спринте стала 24-й. В 1990 году после ухода из спорта Эрвины Рысь-Ференс Борковская стала номером "1" в Польше и выиграла всё что можно в стране. 
Её выступления на международной арене не были такими впечатляющими, как у Эрвины Рысь. На чемпионате Европы в 1990 году она заняла 19-е место, в  1991 году - 18-е место, в  1993 году заняла лучшее 10-е место и в  1996 году была 17-й в многоборье. На спринтерском чемпионате мира в 1990 году была дисквалифицирована, а в 1991 году заняла 23-е место. На чемпионате мира в классическом многоборье дебютировала в 1991 году, где заняла 23-е место, а на чемпионате мира в 1992 году поднялась на 14-е место. 
На зимних Олимпийских играх в Альбервиле в 1992 году года Эва заняла 14-е место в забеге на 1500 м, 19-е на 1000 м и 23-е на 3000 м. В 1993 году она финишировала 13-й на чемпионате мира в классическом многоборье. Ещё через год на своих вторых зимних Олимпийских играх в Лиллехаммере заняла 16-е место в беге на 3000 м и 18-е на 1500 м. С 1990 года и по 1996 год Эва выиграла 32 раза звание чемпионки Польши как в многоборье и спринте, так и на отдельных дистанциях.

## Личная жизнь
Эва Борковская в 1991 году вышла замуж за Томека Василевского, конькобежца и друга школы в Закопане. В том же году она сдала выпускные экзамены в средней школе. После спортивной карьеры устроилась на работу в банк, который не осуществил её мечты и вместе с мужем переехали в город Голдап, ближе к природе.